# Seleção da Bielorrússia de Hóquei no Gelo

A seleção da Bielorrússia de hóquei no gelo representa a Bielorrússia nas competições oficiais da FIHG.

## Olimpíadas
- 1920-1992 - Não participou
- 1994 - Não se qualificou
- 1998 - Terminou no 7º lugar
- 2002 - Terminou no 4º lugar
- 2006 - Não se qualificou
- 2010 - Qualificado

## Campeonato do Mundo
- 1930-1993 - Não participou
- 1994 - Terminou no 22º lugar (2º no "Grupo C")
- 1995 - Terminou no 21º lugar (Ganhou "Grupo C")
- 1996 - Terminou no 15º lugar (3º no "Grupo B")
- 1997 - Terminou no 13º lugar (Ganhou "Grupo B")
- 1998 - Terminou no 8º lugar
- 1999 - Terminou no 9º lugar
- 2000 - Terminou no 9º lugar
- 2001 - Terminou no 14º lugar
- 2002 - Terminou no 17º lugar (Ganhou a "Divisão I, Grupo A")
- 2003 - Terminou no 14º lugar
- 2004 - Terminou no 18º lugar (ganhou a "Divisão I, Grupo A")
- 2005 - Terminou no 10º lugar
- 2006 - Terminou no 6º lugar
- 2007 - Terminou no 11º lugar
- 2008 - Terminou no 9º lugar
- 2009 - Terminou no 8º lugar